# SUDS3
 Компонент комплексного корепрессора Sin3 гистондеацетилазы SDS3  — фермент, кодируемый у человека геном  SUDS3 .
SDS3 является субъединицей гистондеацетилазы (см HDAC1; MIM 601241), зависимой от комплексного корепрессора SIN3A (MIM 607776)

## Взаимодействия
SUDS3, как было выявлено, взаимодействует с HDAC1, HCFC1, SIN3B и SIN3A.